# Jorge D’Escragnolle Taunay Filho
Jorge D’Escragnolle Taunay Filho (* 1. Juni 1947 in Paris) ist ein ehemaliger brasilianischer Diplomat.

## Leben
Jorge d’ Escragnolle Taunay Filho ist der Sohn von Mary Elizabeth Penna Costa und Jorge D’Escragnolle Taunay. Am 19. Mai 1987 wurde er zum Gesandtschaftssekretär in Lissabon und am 22. Juni 1990 in Harare ernannt. Vom 9. September 1999 bis 9. August 2006 war er Botschafter in Luanda und leitete anschließend bis zum 25. November 2007 die Abteilung Südamerika des Itamaraty. Danach wurde er bis 2011 zum Botschafter in Lima berufen.